# Beleg van Lingen (1605)
Het Beleg van Lingen was een belegering van de stad Lingen in de Duitse deelstaat Nedersaksen, gelegen in het district Emsland door Ambrosio Spinola tijdens de Tachtigjarige Oorlog. Het beleg maakte deel uit van Spinola's veldtocht van 1605-1606. Na een beleg van acht dagen, moest Lingen zich overgeven aan het Spaanse leger.

## Aanloop
Oldenzaal was als een rijpe appel in de mand van Spinola gevallen, en nog dezelfde dag stuurde hij troepen naar Lingen om deze stad aan zijn lijstje toe te voegen. In Keulen had Spinola gehoord dat deze stad onderbezet was, en dat ze bezig waren met herstelwerkzaamheden aan de vestingwerken van de stad. Binnen de stad waren slechts 500 soldaten aanwezig onder bevel van kapitein Maerten Cobben. De stad lag op veel plaatsen open. De wallen afgebroken, en de borstweringen ontbraken. De molens stonden nog in de grachten, waarmee het water weggepompt werd. De graven van Nassau die in Rheinberg zaten hadden beloofd de stad te voorzien van alle middelen, maar deze steun bleef uit. Deze meenden dat de versterking van 300 soldaten aan het garnizoen voldoende was. Op 8 augustus had Spinola 150 soldaten vooruit gestuurd om de koeien te vangen in omliggende weiden. De dag erop moest de voorhoede de stad al bestormen op 9 augustus. Spinola zelf volgde op 10 augustus met het gehele leger vanuit Oldenzaal.

## Beleg
Dezelfde nacht vingen soldaten aan met de aanleg van approches naar de stad, vanuit vier richtingen. Binnen de stad maakten soldaten van het garnizoen alles haastig gereed voor het beleg en werden nog borstweringen aangelegd, en geschut opgesteld. Op 12 augustus hadden de Spanjaarden een aantal stellingen gereed met geschut om bressen te kunnen schieten. Ook op losse plaatsen werd geschut opgesteld om de versterkingen aan de stad te verhinderen. Er werd van Spaanse kant fanatiek geschoten, zodat van twee bastions reeds de punten afgeschoten waren. Door de ondiepe gracht wisten zij middels loopgraven deze uiteindelijk te overmeesteren. Intussen was predikant Johannes Speinhoven met de gehele kerkenraad in overleg met kapitein Maerten Cobben. Cobben had besloten de stad eervol tot het uiterste te verdedigen, maar Speinhoven zei dat elke onnodige druppel bloed die daarbij vergoten zou worden op zijn nageslacht zou overgaan. De burgers, die nog uit 300 weerbare mannen bestond, dreigden het garnizoen dat zij desnoods zelf een bastion zouden innemen om met de Spanjaarden te onderhandelen. Uiteindelijk besloten zij gezamenlijk op 18 augustus de stad onder dezelfde voorwaarden als Oldenzaal over te geven, want niemand binnen de stad wist of er een ontzet ophanden was, of dat Maurits van Nassau, de latere prins van Oranje, op weg was vanuit Vlaanderen.

## Nasleep
Spinola verbaasde zich hierover, omdat een ontzet wel degelijk voorhanden was. Spinola was euforisch door deze snelle en makkelijke overwinning. Maurits had intussen plaatsen in Vlaanderen versterkt, was onderweg naar Lingen en tijdens het beleg al in Deventer gearriveerd waar hij zijn halfbroer Frederik Hendrik graaf van Nassau had ontboden.
Spinola maakte zich op voor de Slag bij Mülheim (1605) en het Beleg van Wachtendonk (1605). Waarbij Maurits en Frederik Hendrik hem op de voet volgden.